# سنی اسکیپ مارتین
سنی «اسکیپ» مارتین سوم (به انگلیسی: Sennie "Skip" Martin III) (زاده ۲۵ ژوئن ۱۹۵۷) یک موسیقی‌دان آمریکایی است. قبلاً خواننده اصلی گروه کول اند د گنگ (۱۹۸۸–۲۰۰۷) و گروه داز بود.

## زندگی‌نامه
عشق مارتین به جاز در سن یازده سالگی شروع شد و او ترومپت را آموخت. بعداً در دوران دبیرستان برنده «تک نواز برجسته ترومپت» در جشنواره جاز مونتری شد. اولین سی‌دی جاز انفرادی او به نام Miles High با همکاری رونی لاوز، ویمن تیسدل، آل مک کی، ریکی لاوسون و بروس کونته است.